# SN 2002dq
SN 2002dq – supernowa typu II odkryta 18 czerwca 2002 roku w galaktyce NGC 7051. W momencie odkrycia miała maksymalną jasność 17,00m.